# Hexabathynella muliebris
Hexabathynella muliebris är en kräftdjursart som beskrevs av Jang-Cheon Cho 2000. Hexabathynella muliebris ingår i släktet Hexabathynella och familjen Parabathynellidae. Inga underarter finns listade i Catalogue of Life.